# Libro de horas de Simon de Varie

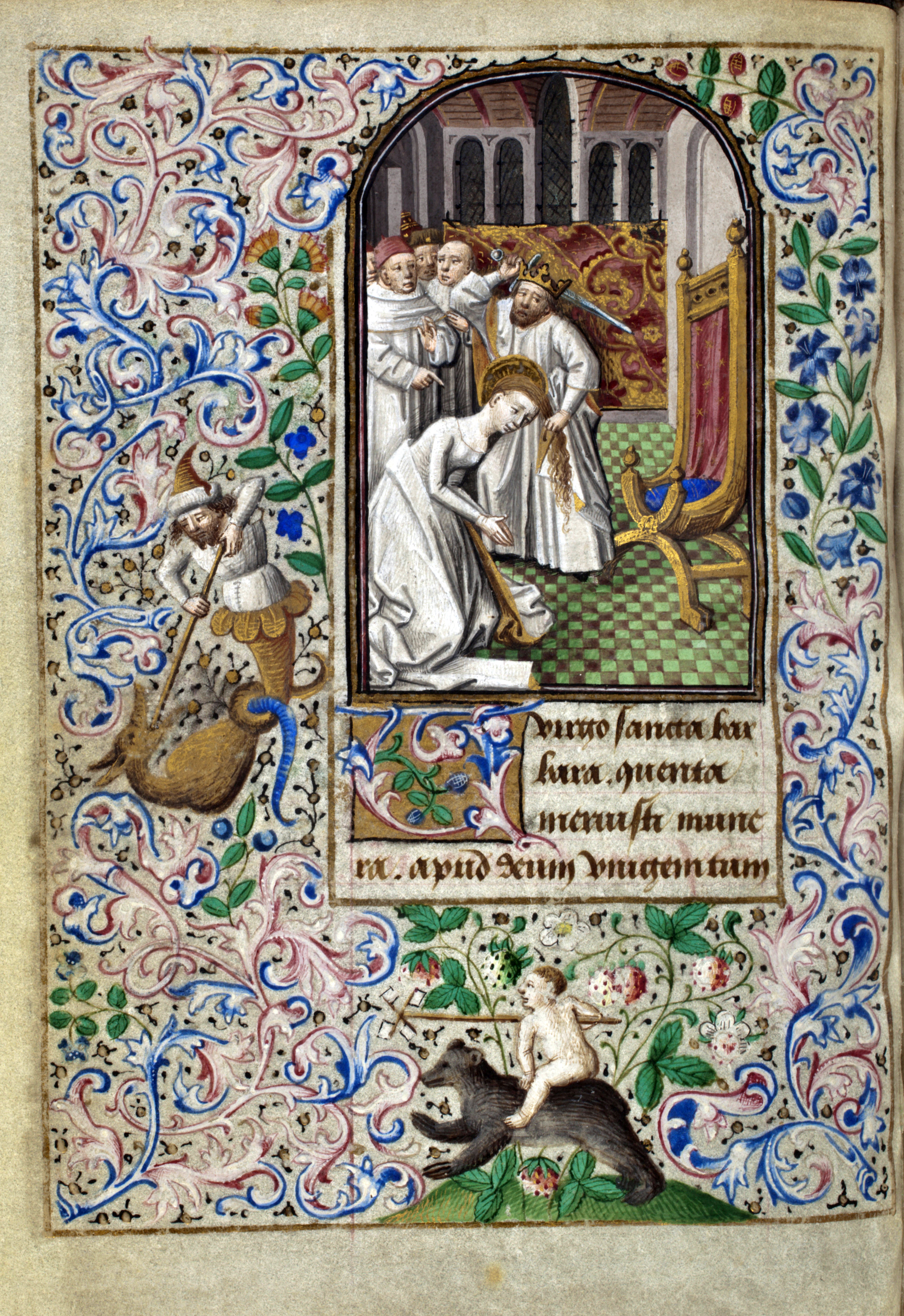
Libro de Horas de Simon de Varie - KB 74 G37a - folio 019v

El Libro de horas de Simon de Varie (o Varie hours ) es un libro de horas manuscrito iluminado francés encargado por el funcionario de la corte Simon de Varie, con miniaturas atribuidas a al menos cuatro artistas; mano A, que pudo ser miembro del taller del Maestro de Bedford, los ilustradores anónimos conocidos como el Maestro de Jean Rolin II, el Maestro de Dunois (mano C) y el miniaturista francés Jean Fouquet. Se terminó en 1455 y consta de 49 grandes miniaturas y decenas de viñetas decorativas e iniciales pintadas, que suman más de 80 decoraciones. Se sabe que Fouquet contribuyó con seis iluminaciones a toda hoja, entre ellas un díptico de Donante y Virgen, que es una obra maestra. Aparecen varios santos: San Simón (patrón de Varie) está colocado, como es habitual, junto a San Judas (folio 41); en otras páginas aparecen los santos Bernardo de Menthon, Santiago el Mayor y Guillaume de Bourges.
El libro fue dividido en 3 volúmenes por su propietario del siglo XVII, Philippe de Béthune. Dos se encuentran actualmente en la Biblioteca Nacional de los Países Bajos, en La Haya y fueron adquiridos en 1816 y 1890. Durante mucho tiempo se pensó que el tercero estaba perdido, pero resurgió en 1983 cuando fue redescubierto por el historiador del arte y medievalista James Marrow en posesión de un librero anticuario en San Francisco. Ese volumen contiene 97 hojas y se encuentra hoy en el Getty Center de Los Ángeles.
El libro, inusualmente ornamentado y bello, mide 11,7 cm x 8,5 cm. Los dos volúmenes de La Haya tienen idénticas encuadernaciones con armadura añadidas por su propietario del siglo XVII, Philippe de Béthune (1561-1649). Su primer gran tratamiento histórico-artístico fue publicado en 1902 por Paul Durrieu.

## El patrón

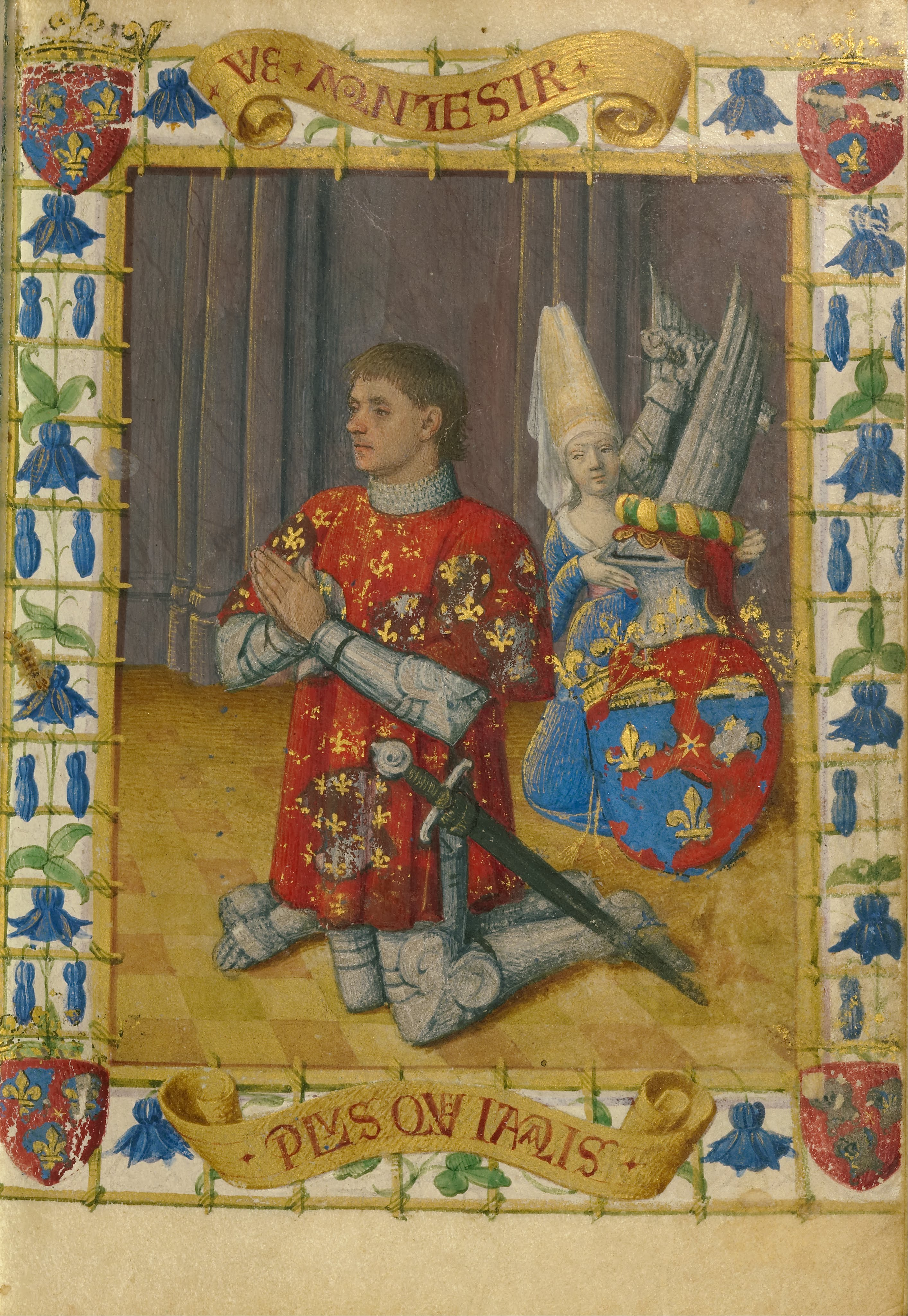
Jean Fouquet, Simon de Varie arrodillado en oración

Simon de Varie nació en Bourges como hijo de un comerciante textil. Aunque pertenecía a una familia acomodada, tras un comienzo prometedor, sólo tuvo una modesta carrera como oficial de la corona bajo el mando de Carlos VII y Luis XI de Francia. Hay pocos datos sobre su vida. Vivió y trabajó en París, y numerosos elementos de las iluminaciones pueden asociarse a Francia.

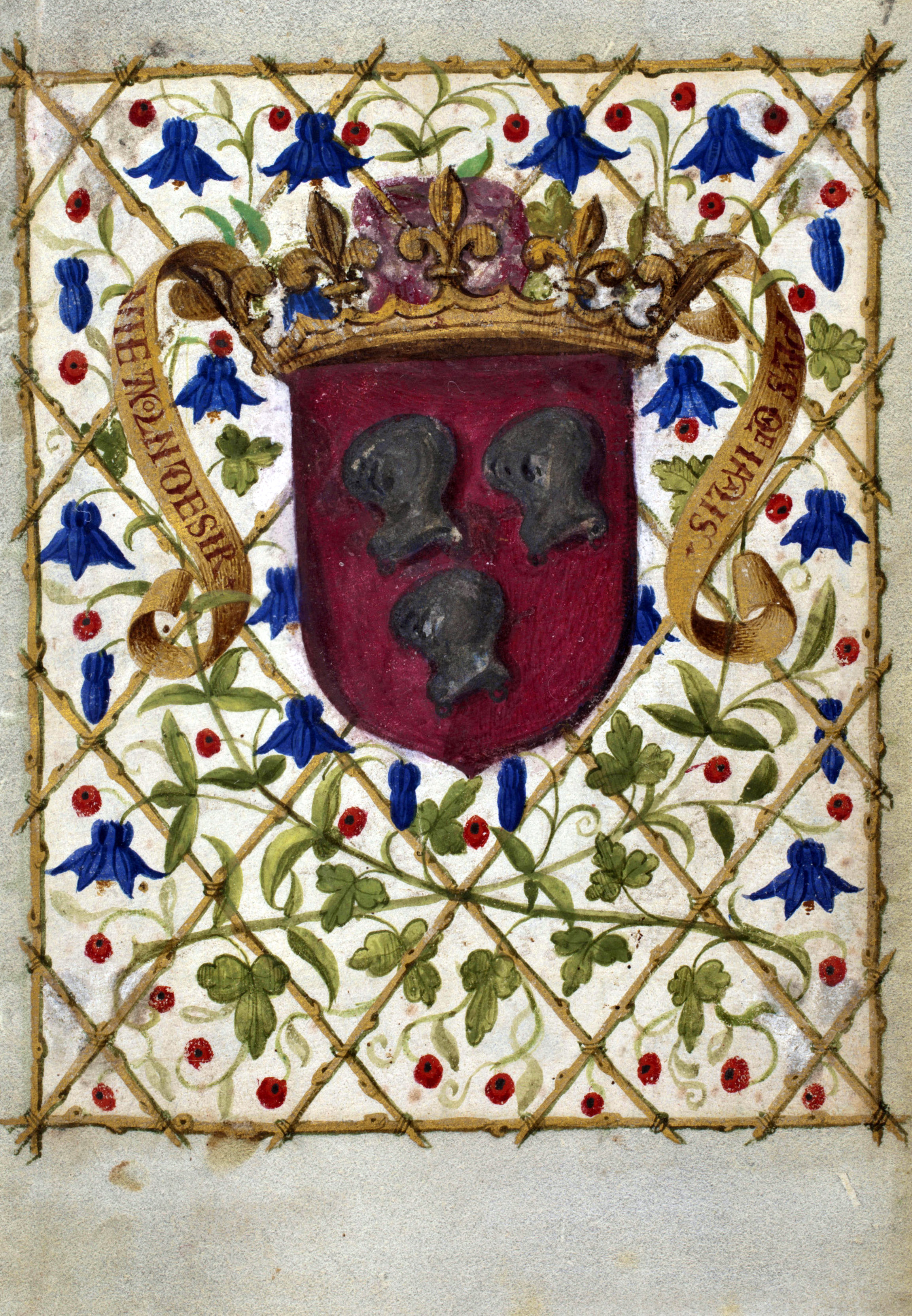
Folio que muestra el escudo de armas

Su identidad como mecenas no se estableció hasta la atribución del tercer volumen en San Francisco. El historiador del arte François Avril determinó que el lema Vie a mon desir, que aparece en un folio de un hombre arrodillado vestido con armadura y ropas rojas repletas de imágenes heráldicas, era un anagrama de "Simon de Varie". De Varie fue militar, pero, sin embargo, se le muestra vistiendo una armadura, tal vez con aspiración. Su retrato es la mitad de un díptico; la Virgen aparece en una miniatura separada, opuesta, que está unida por baldosas que comparten un mismo punto de fuga con las de la página de De Varie. Detrás de él hay una figura heráldica femenina que lleva un largo hennin con velo.
de Varie probablemente encargó el libro para celebrar su nombramiento como oficial de la corona, una posición que esperaba marcaría el comienzo de su ascenso en la escala social.

## Márgenes

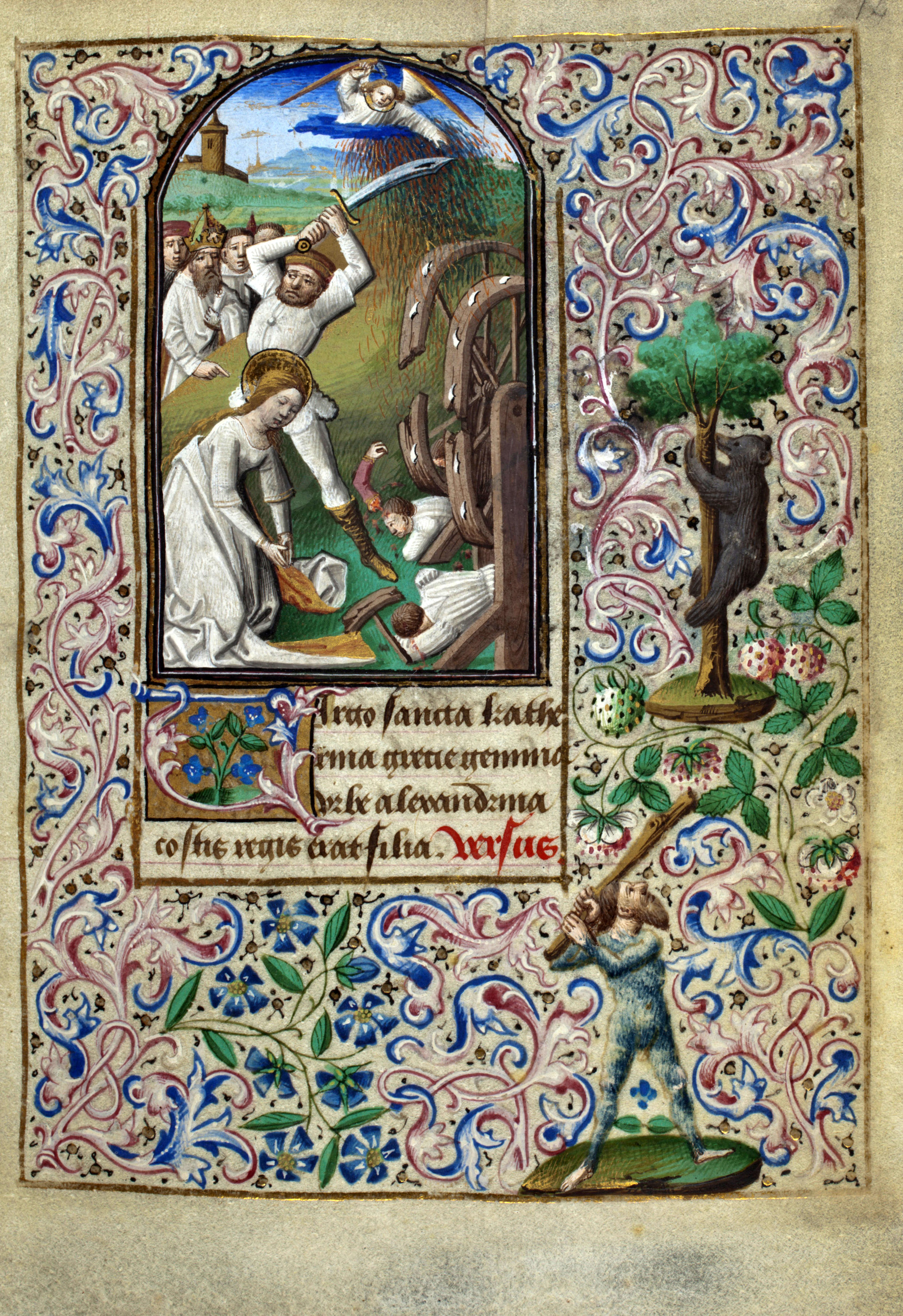
El martirio de Santa Catalina de Alejandría - es decapitada - Folio 014r

Las decoraciones de las cenefas están enmarcadas en elaboradas representaciones de follaje. Predominan los tonos azules, rojo rosado y blanco leche, mientras que las iniciales y partes del ramaje están revestidas de pintura dorada. El follaje se compone de ramas entrelazadas, hojas muy decoradas y flores entrelazadas con figuras, animales, pájaros y formas humanas o animales fantásticos (grotescos). En los bordes de la página aparecen escudos de armas similares a los de la hoja del donante, aunque han sido pintados.
Los nombres de los santos, las fiestas y los títulos de los meses están salpicados en diferentes páginas, entintadas en rojo, azul y blanco para reflejar los colores del follaje. Marrow describe la coloración como la creación de una "relación armoniosa entre el texto y la decoración". Los rojos y azules de las decoraciones coinciden con los del texto, mientras que el pigmento blanco leche se funde con la vitela con la que está construido el manuscrito.
Las figuras de los márgenes suelen mostrarse en movimiento: gesticulando, girando o retorciéndose hacia el texto o las pinturas del cuerpo principal de su página.

## Artistas y secuencia

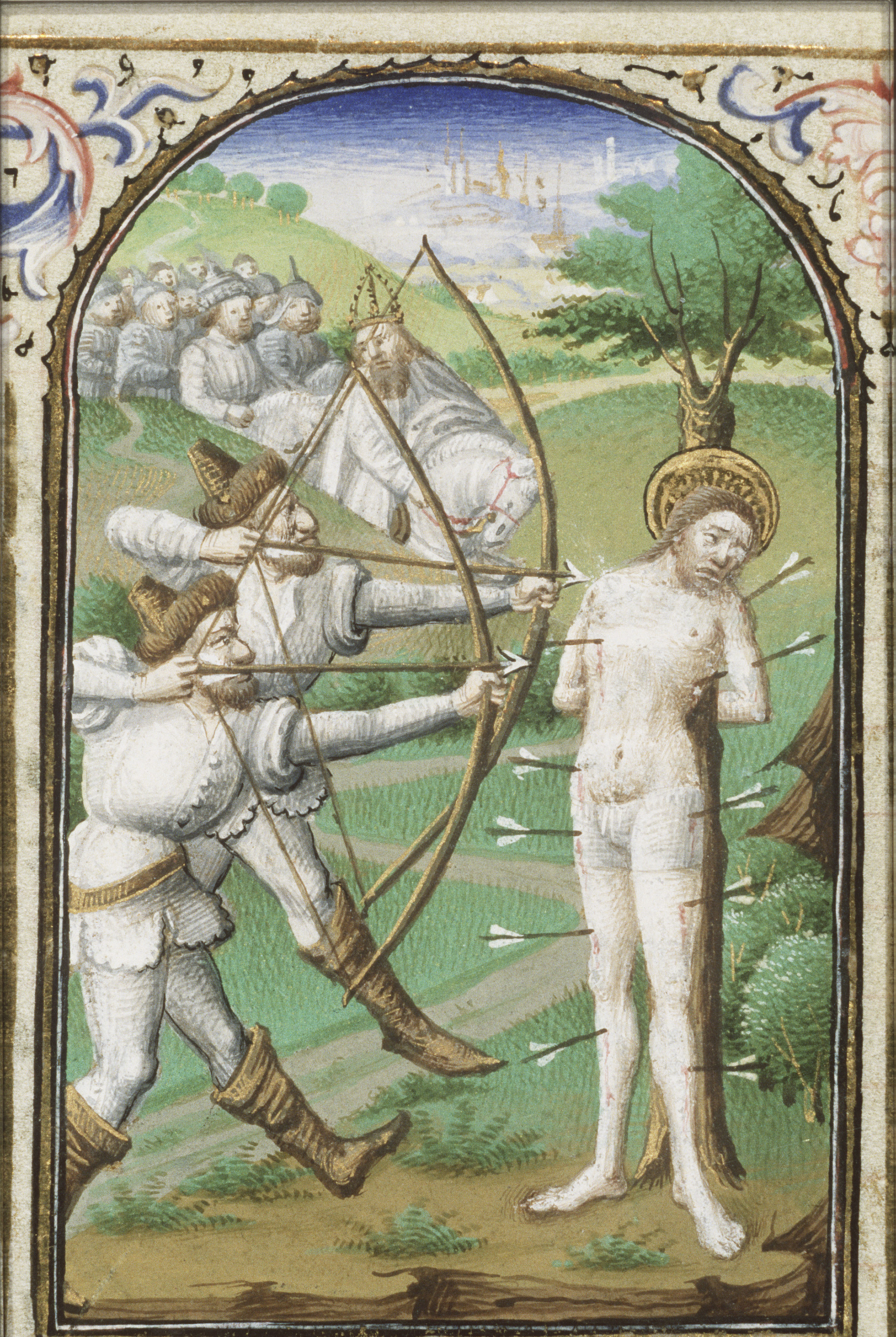
Folio 076v, Martirio de San Sebastián, atado a un árbol, es atravesado por flechas

La presencia de al menos cuatro manos sugiere que trabajaron en el mismo lugar, pero en diferentes etapas. No hay registros del encargo, por lo que su identidad se ha construido a través de su similitud con otras obras y asociando rasgos estilísticos. La mano A fue identificada como la "principal asociada" del maestro de Bedford por Marrow. El artista fue descrito en 1966 como "fácil de reconocer porque pinta de forma descuidada con fuertes manierismos de forma y color... la forma amplia de... las cabezas, el pelo rubio, los pliegues quisquillosos de la ropa". Las aportaciones de la mano B (el maestro de Jean Rolin) se inscriben en gran medida en la tradición de la ilustración manuscrita francesa de entonces. Se le identifica con las ilustraciones de las 12 páginas del calendario. Éstas contienen redondeles en los márgenes izquierdos, que representan oficios habitualmente asociados a los meses del año. Los bordes inferiores y los márgenes izquierdos contienen símbolos del zodiaco.
Los calendarios van seguidos de ilustraciones de los Evangelios, seguidas de retratos de los evangelistas . Ambas secuencias se atribuyen a la mano A (taller del Maestro de Bedford), y son típicas del modo del artista; formas y rasgos redondos y suaves ambientados en espacios estrechos y abarrotados. Mateo, Lucas y Marcos se sitúan en escenarios interiores, rodeados de iconografía habitualmente relacionada con ellos. Juan se muestra en la isla de Pamtos con un águila a su izquierda y un demonio a su derecha.
La mano A también está asociada con las siguientes páginas, que consisten esencialmente en himnos y oraciones a María. En las dos primeras páginas está acompañada por ángeles tocando música, con el niño Jesús frente a ella; sentado en el suelo u hojeando un libro.

## Juan Fouquet

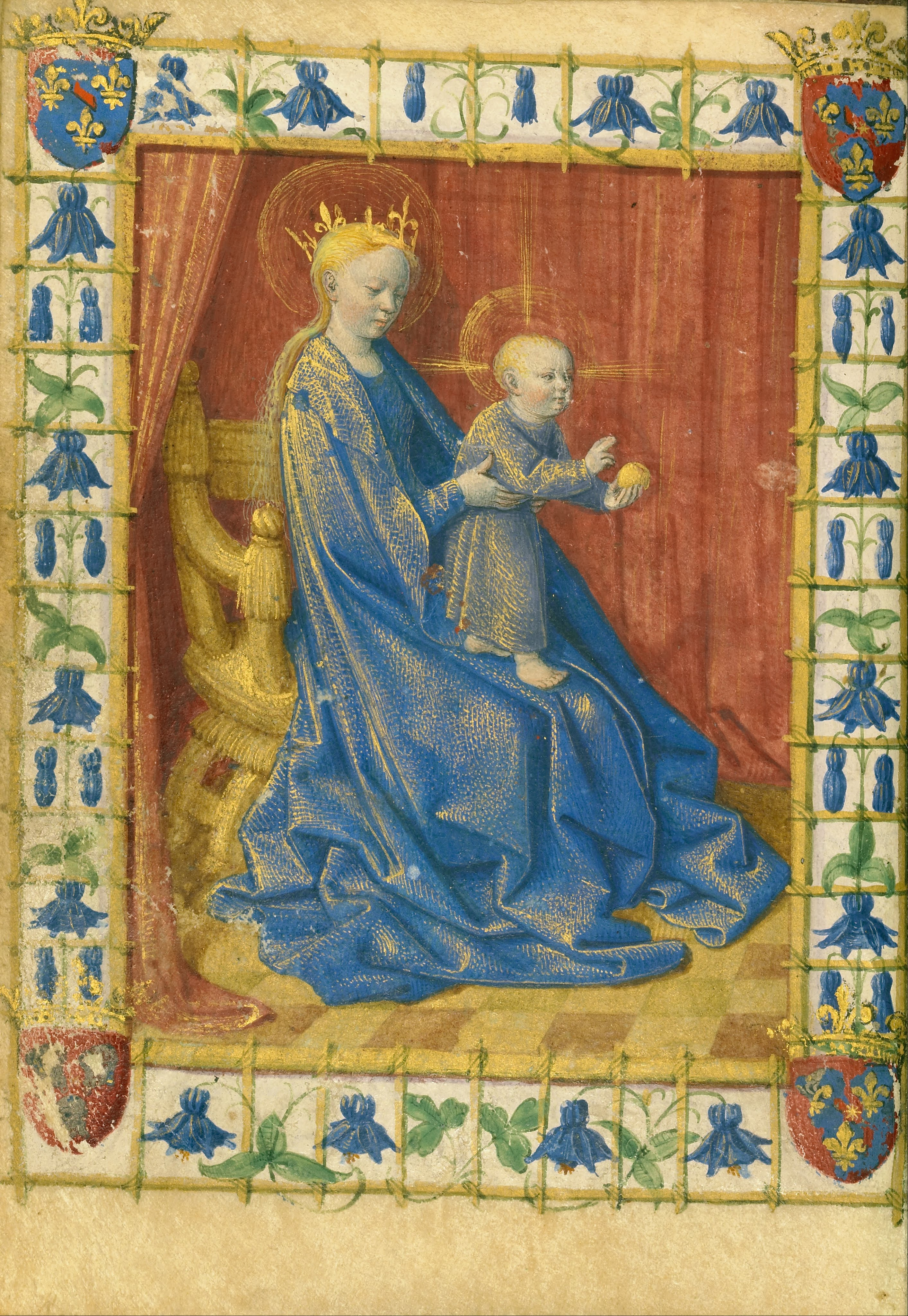
Jean Fouquet, La Virgen y el Niño entronizados, mitad de un díptico (ver arriba)

Se sabe que el volumen que ahora se encuentra en La Haya (KB 74 G 37) estuvo en posesión de Samuel van Huls de Delft (1596–1687), Guillermo de Orange, Guillermo IV y Guillermo I de los Países Bajos (1772–1843), quien lo legó en 1816. El segundo volumen (KB 74 G 37a) fue comprado en 1890 a Joseph Baer, Frankfurt, quien lo había adquirido en 1882 de la herencia de Firmin Didot.
Algún tiempo después de que el libro se dividiera en tres, se perdió la ubicación del volumen que ahora se encuentra en el Getty. Fue descubierto en 1983 en la colección de los bibliófilos y numismáticos Sr. y Sra. Gerald F Borrmann de Lafayette, California. Borrmann se había puesto en contacto con el comerciante de libros Warren Howell en busca de ayuda para atribuir un manuscrito iluminado en francés que había adquirido en Londres en 1979, y del que sabía poco.

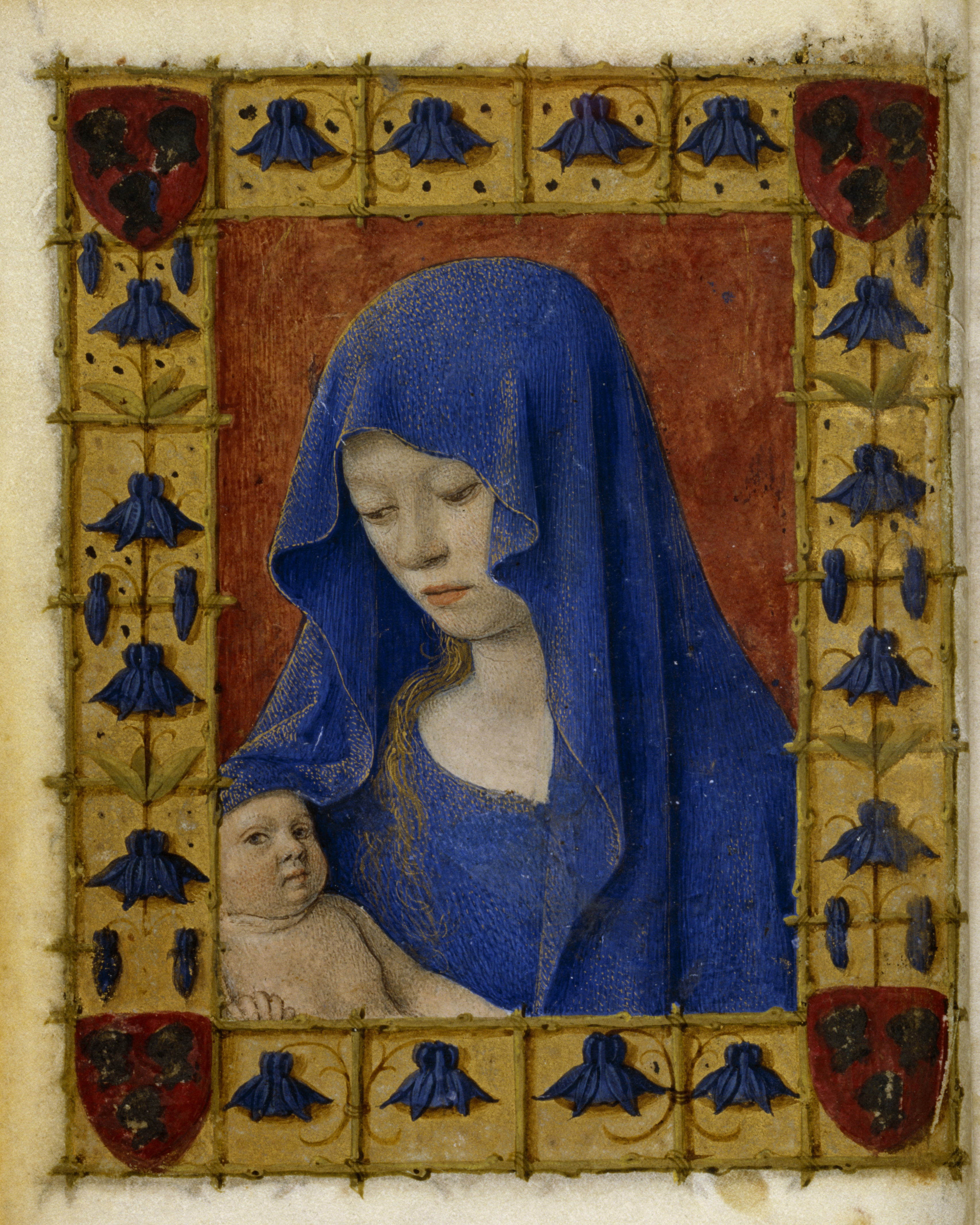
Jean Fouquet, María sosteniendo al Niño Jesús. 74G 37a 1v

Fouquet habría eclipsado en gran medida a las otras manos en términos de prestigio, y se cree que, dado que se le atribuyen sólo cinco hojas, se le encargó "vestir y personalizar" el libro.
Marrow describe que se quedó sin palabras al darse cuenta de que el estilo y las cuatro iluminaciones de la pieza frontal podrían atribuirse a Jean Fouquet, el destacado pintor francés del siglo XV. Marrow estableció además que el fragmento era la tercera parte de un Libro de horas conocido, aunque entonces no se sabía quién había encargado los dos volúmenes existentes en La Haya.

A Fouquet se le atribuyen ahora seis miniaturas cerca de las páginas iniciales del libro. Consisten en tres hojas de tamaño doble, con la Virgen con el Niño Jesús, ahora reconocida como una obra maestra por su belleza, y la evocación de la ternura y la intimidad. Aunque ella lo sostiene en alto, la madre y el niño se entrelazan de manera sutil, incluida la forma en que el velo de ella cubre parcialmente la cabeza de él. El artista incluye un trampantojo: la mano del niño se extiende sobre el borde decorativo.

## Hojas

### KB 74 G 37

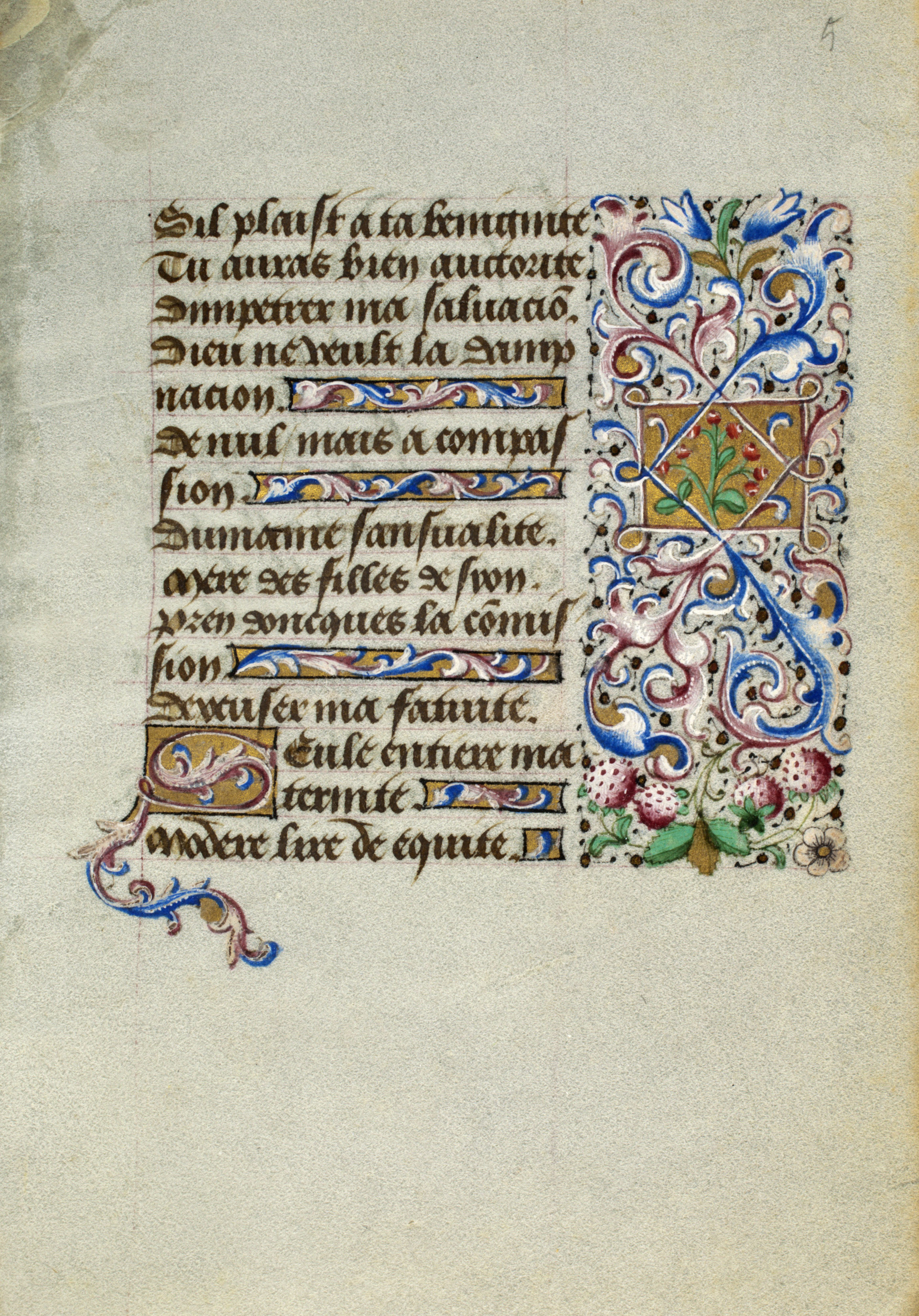
Folio 005r
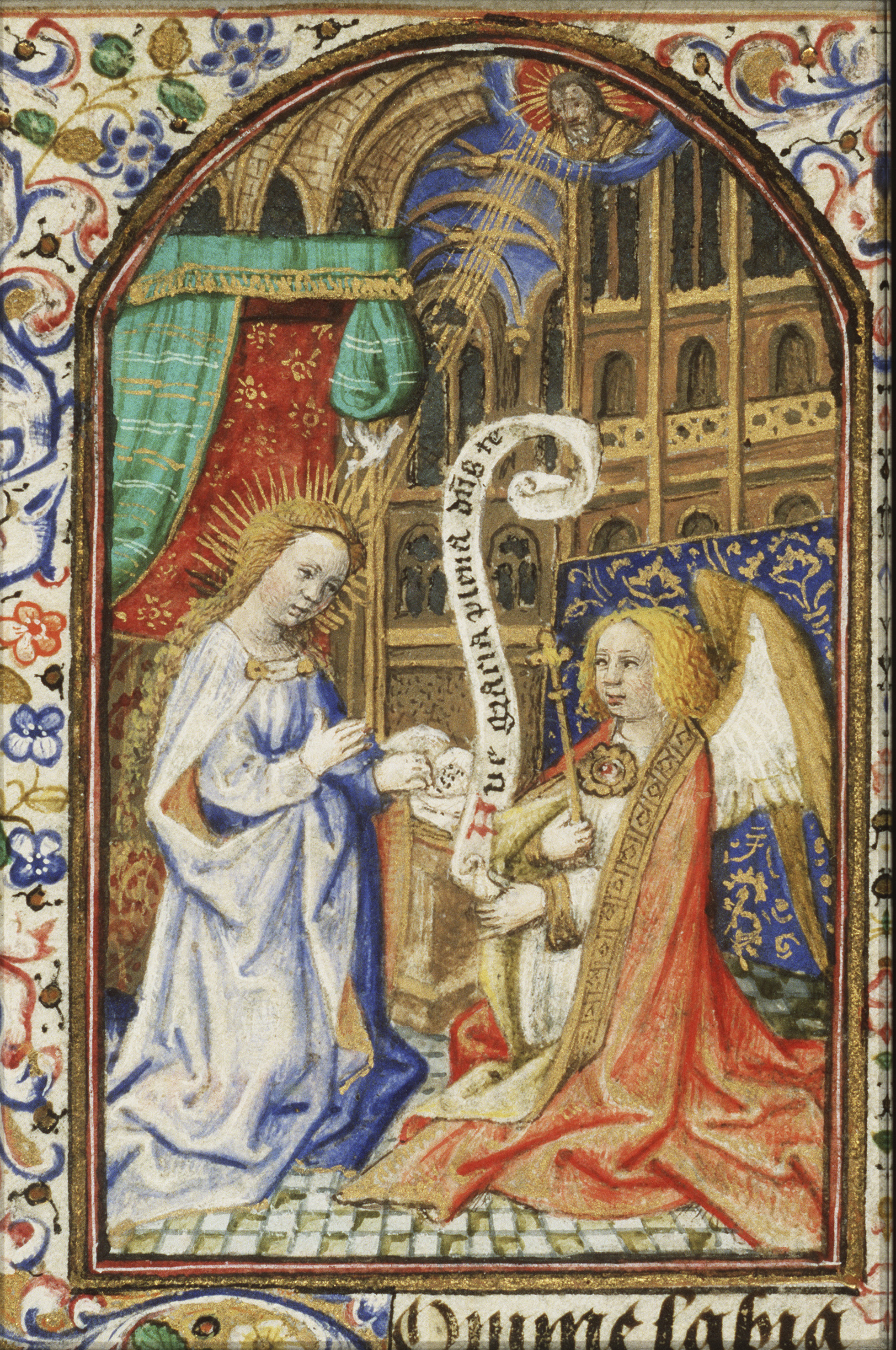
La Anunciación - Gabriel anuncia el nacimiento de Cristo a María - miniatura en el folio 025r
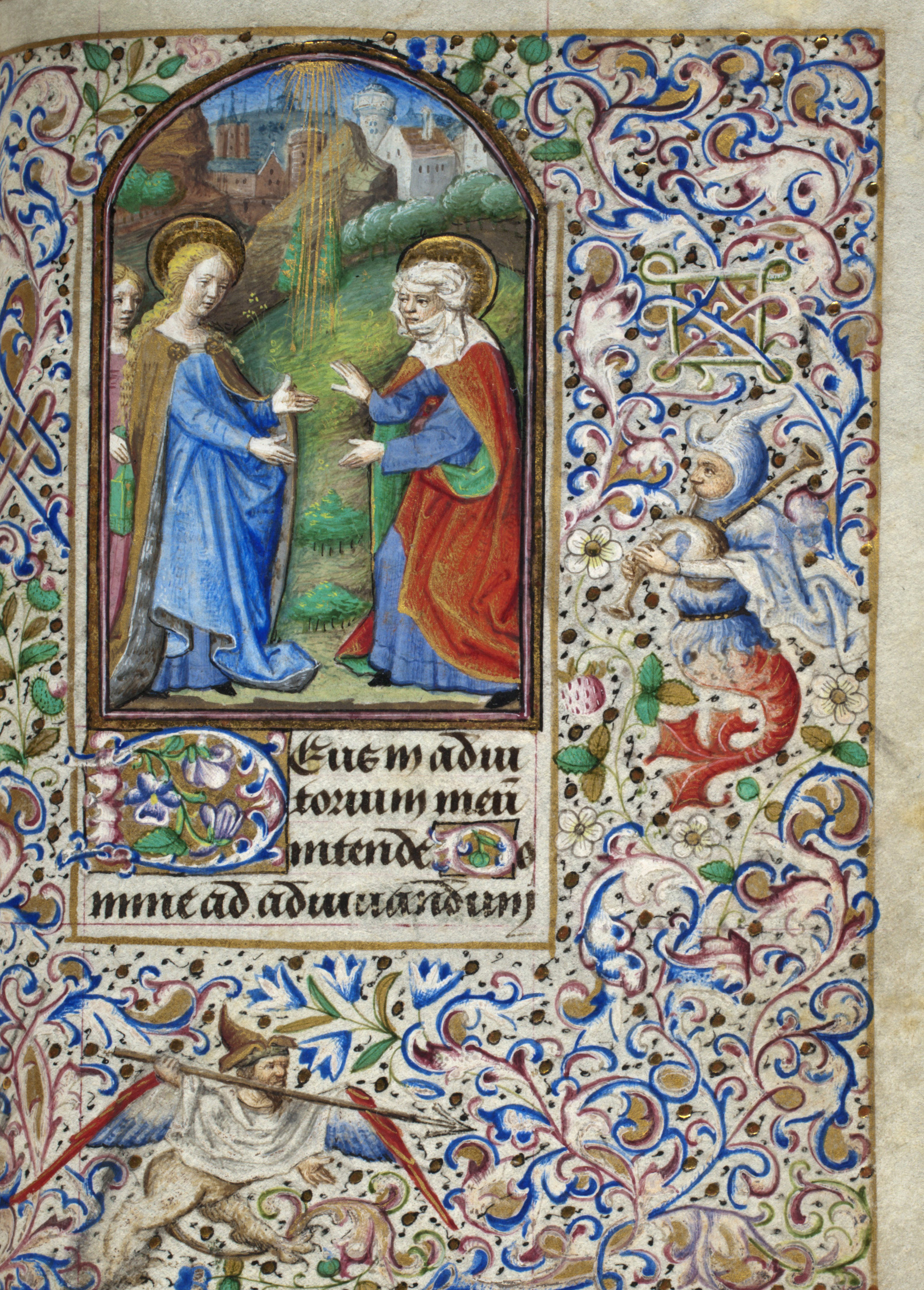
Folio 053r
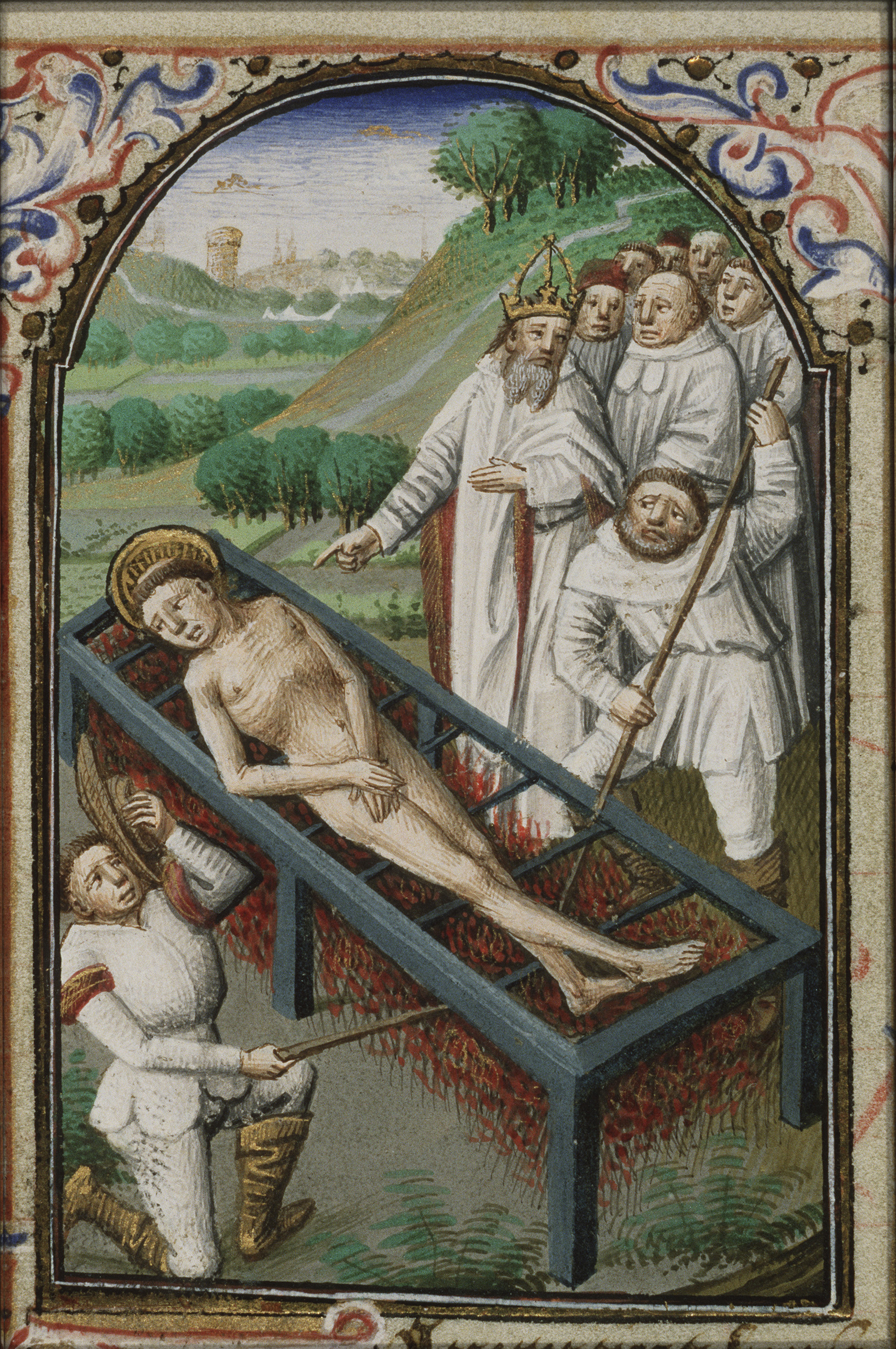
El martirio de San Lorenzo de Roma - es asado en una parrilla - miniatura en el folio 073v
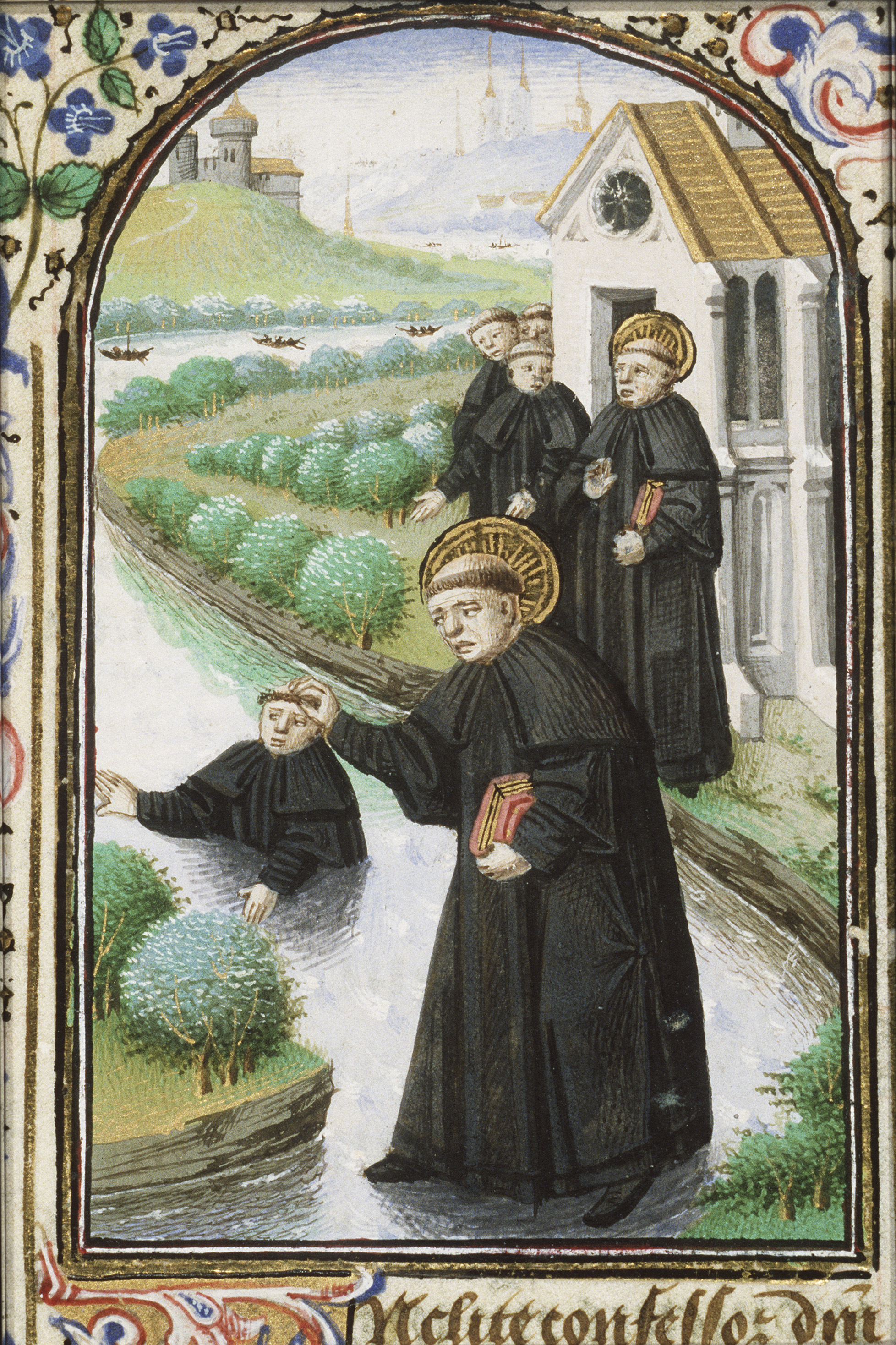
San Mauro de Glanfeuil, caminando sobre el agua, salva a San Placidius de ahogarse - miniatura en el folio 083r
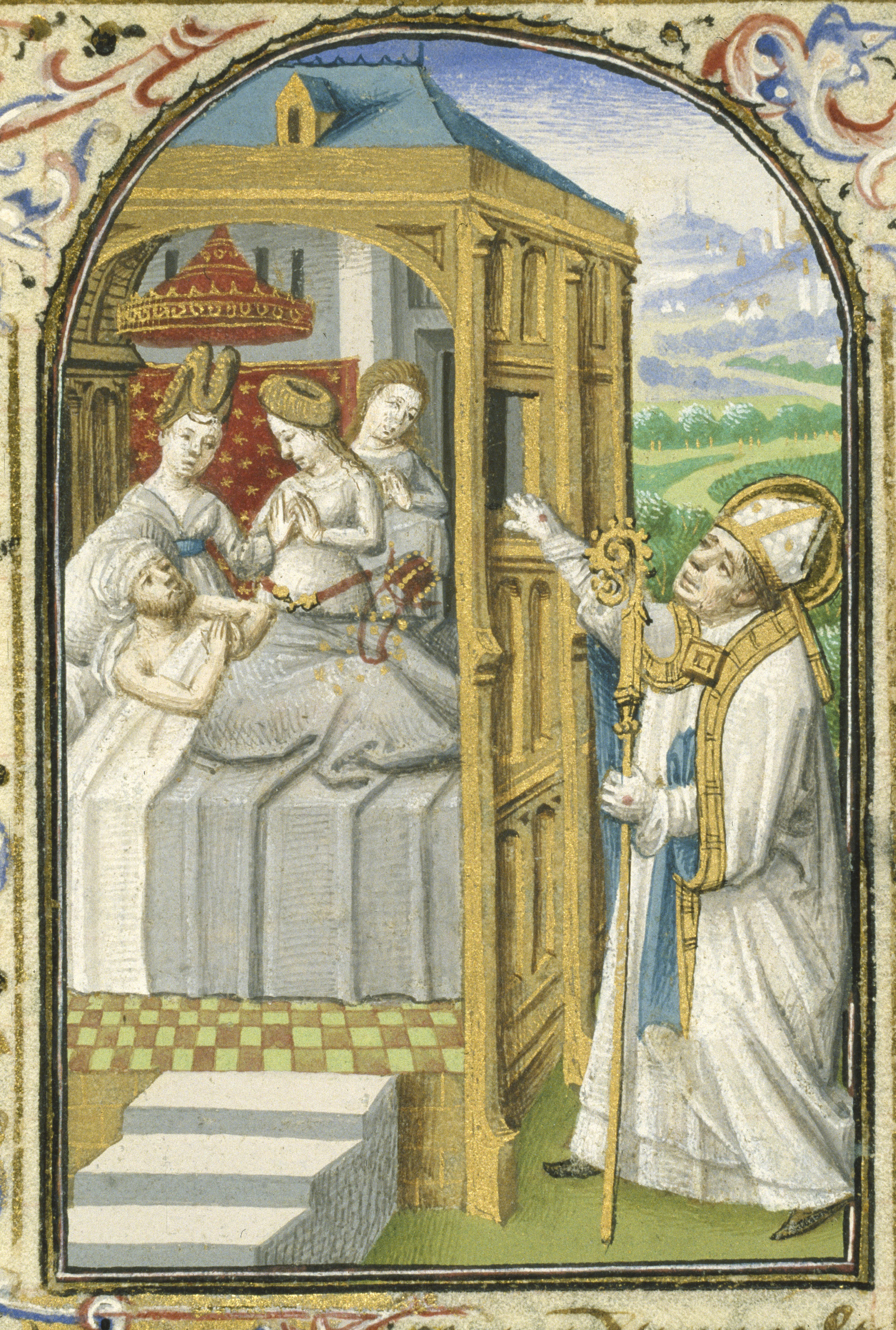
San Nicolás, obispo de Myra, entrega secretamente dotes a tres niñas pobres - miniatura en el folio 084r

### KB 74 G 37a

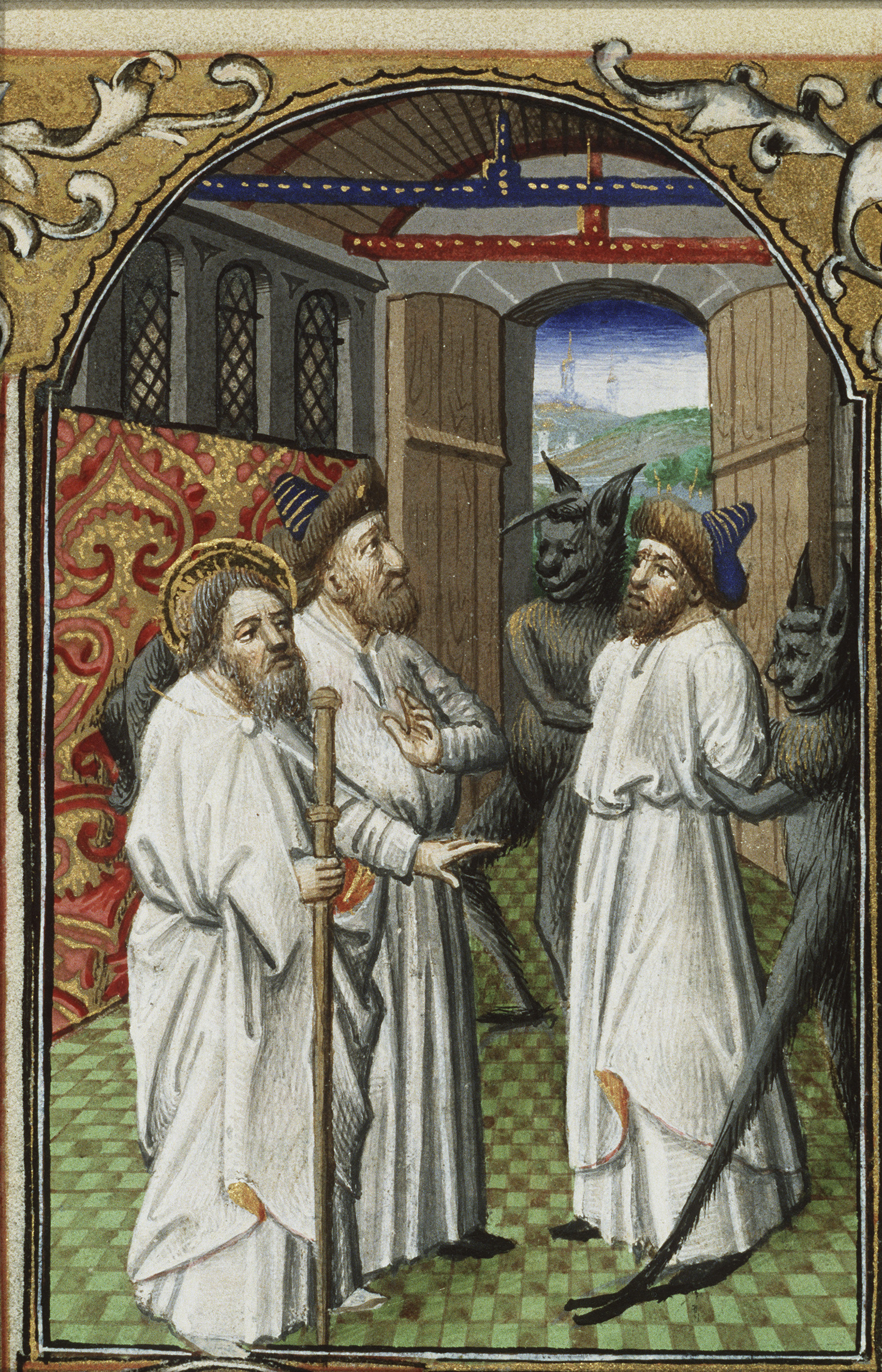
Conversión de Hermógenes por Santiago el Grande - miniatura en el folio 006v
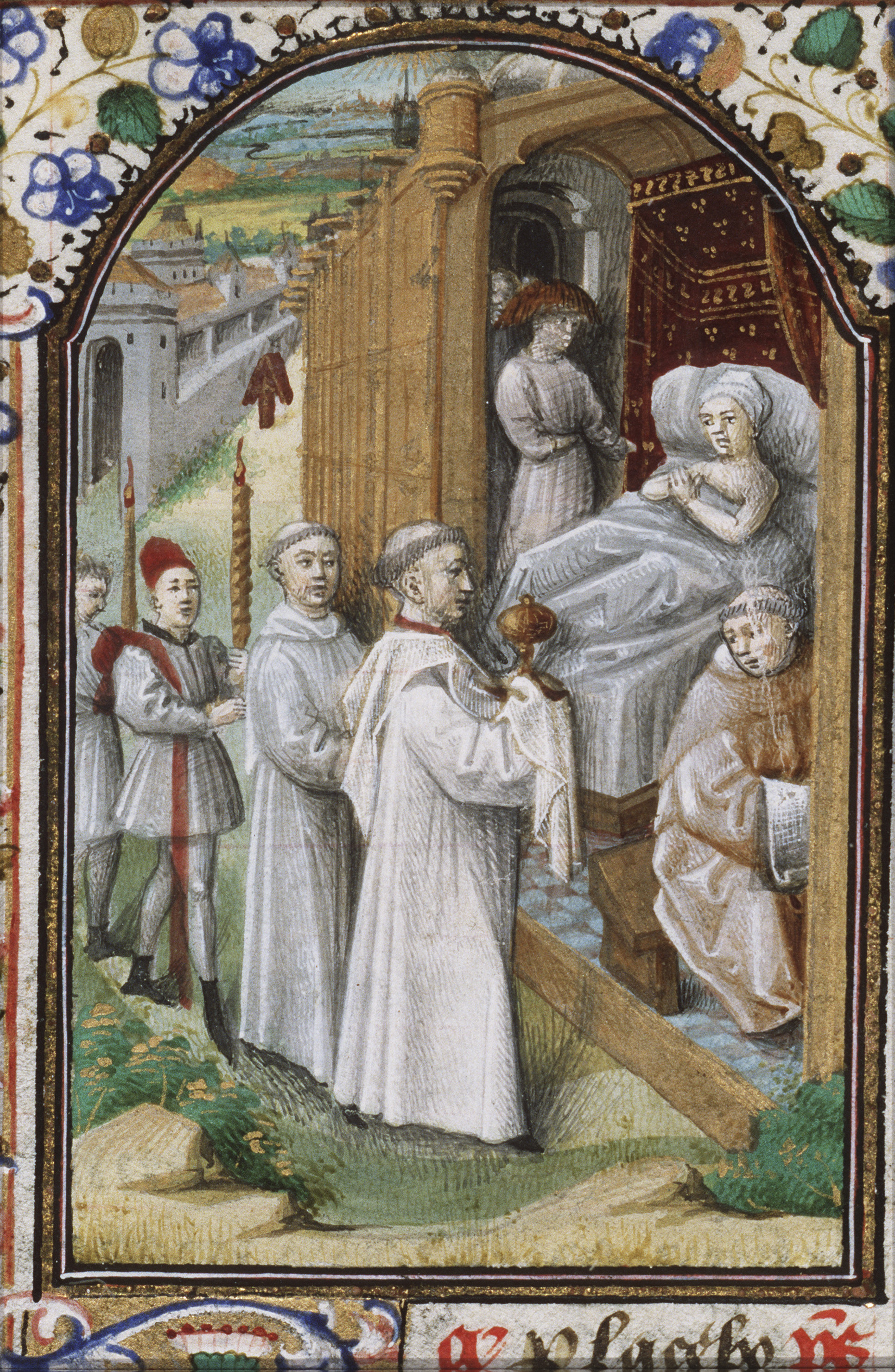
Un sacerdote se dirige a un moribundo para administrarle la extremaunción - Miniatura en el folio 037r
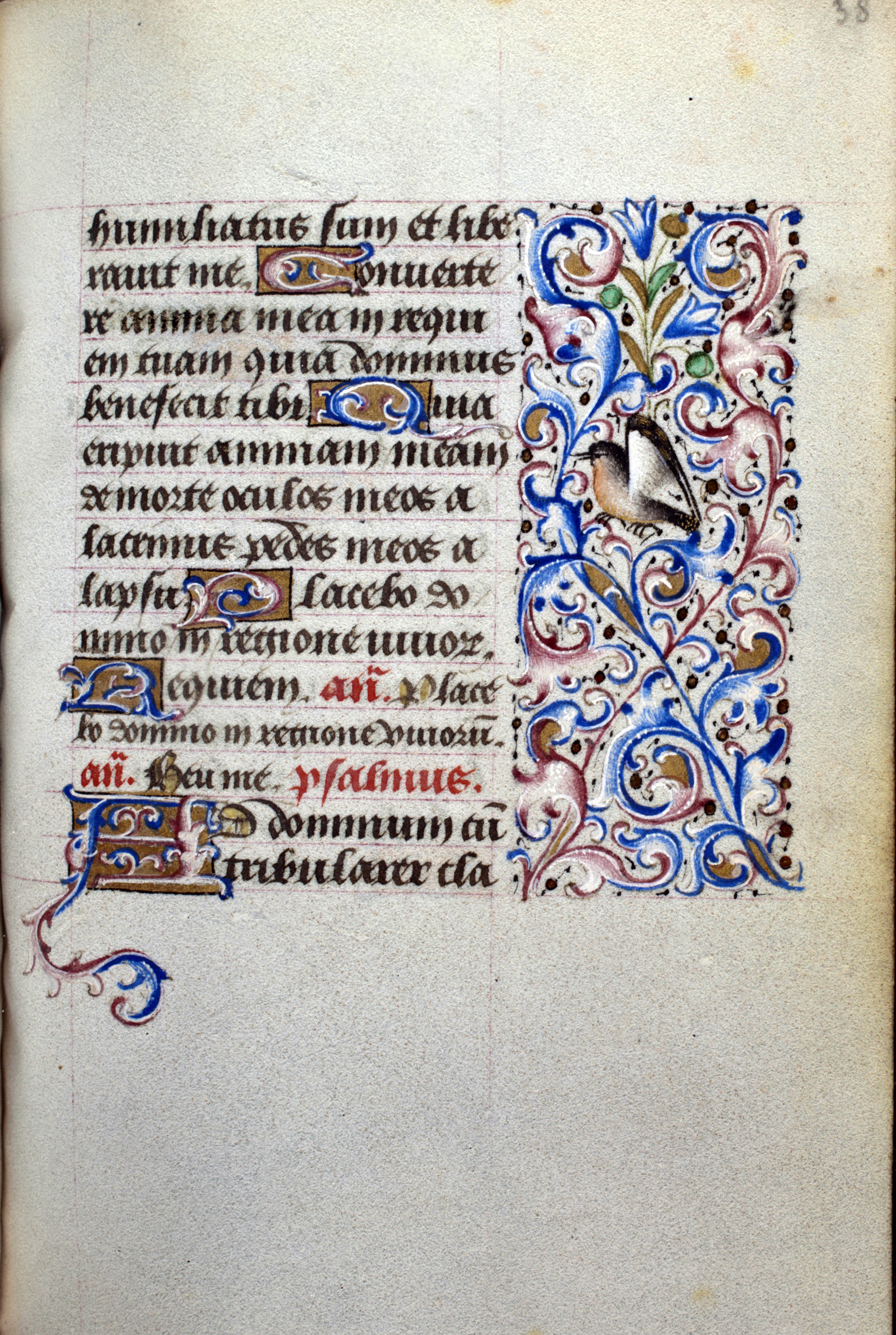
Folio 038r
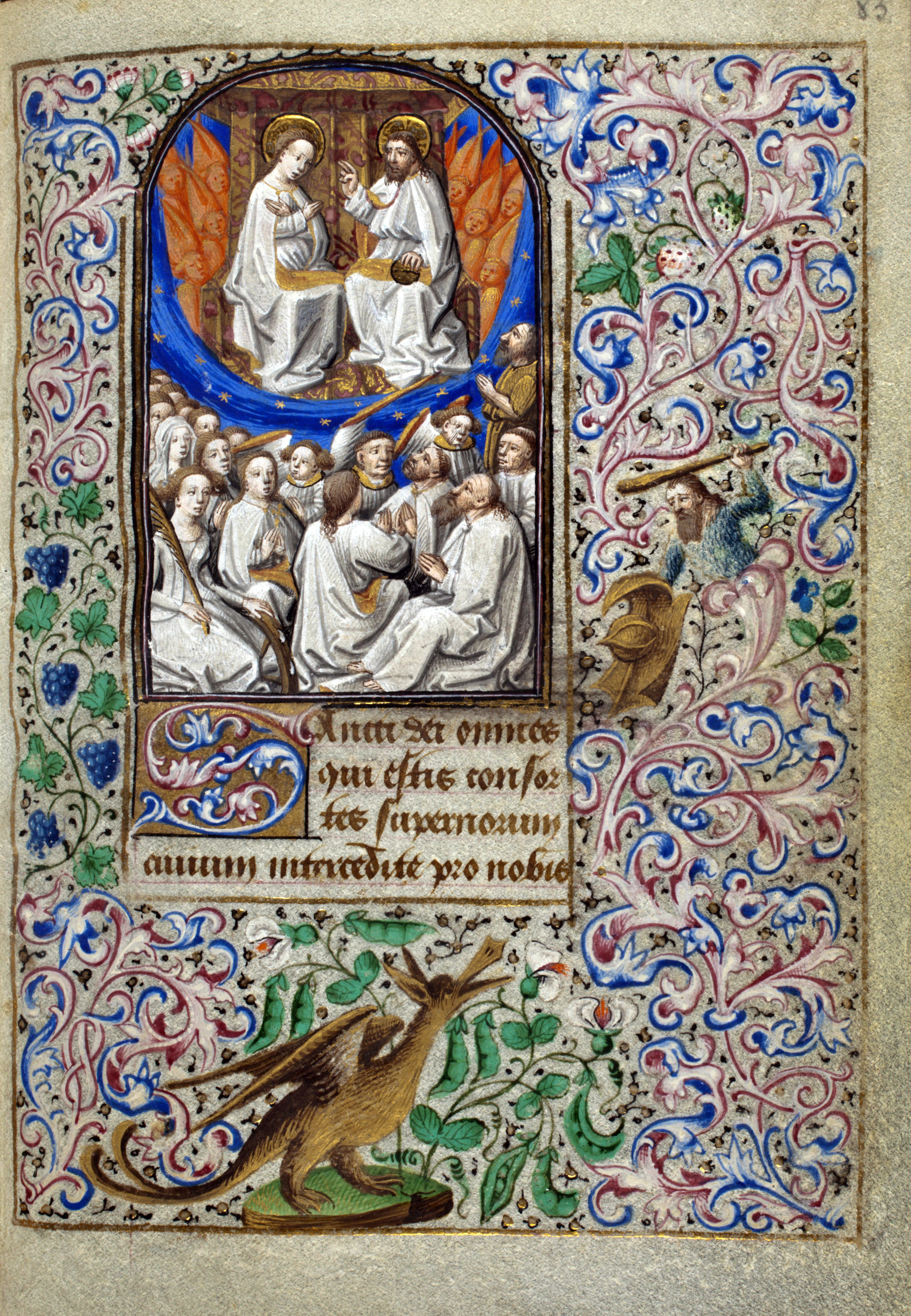
Folio 083r
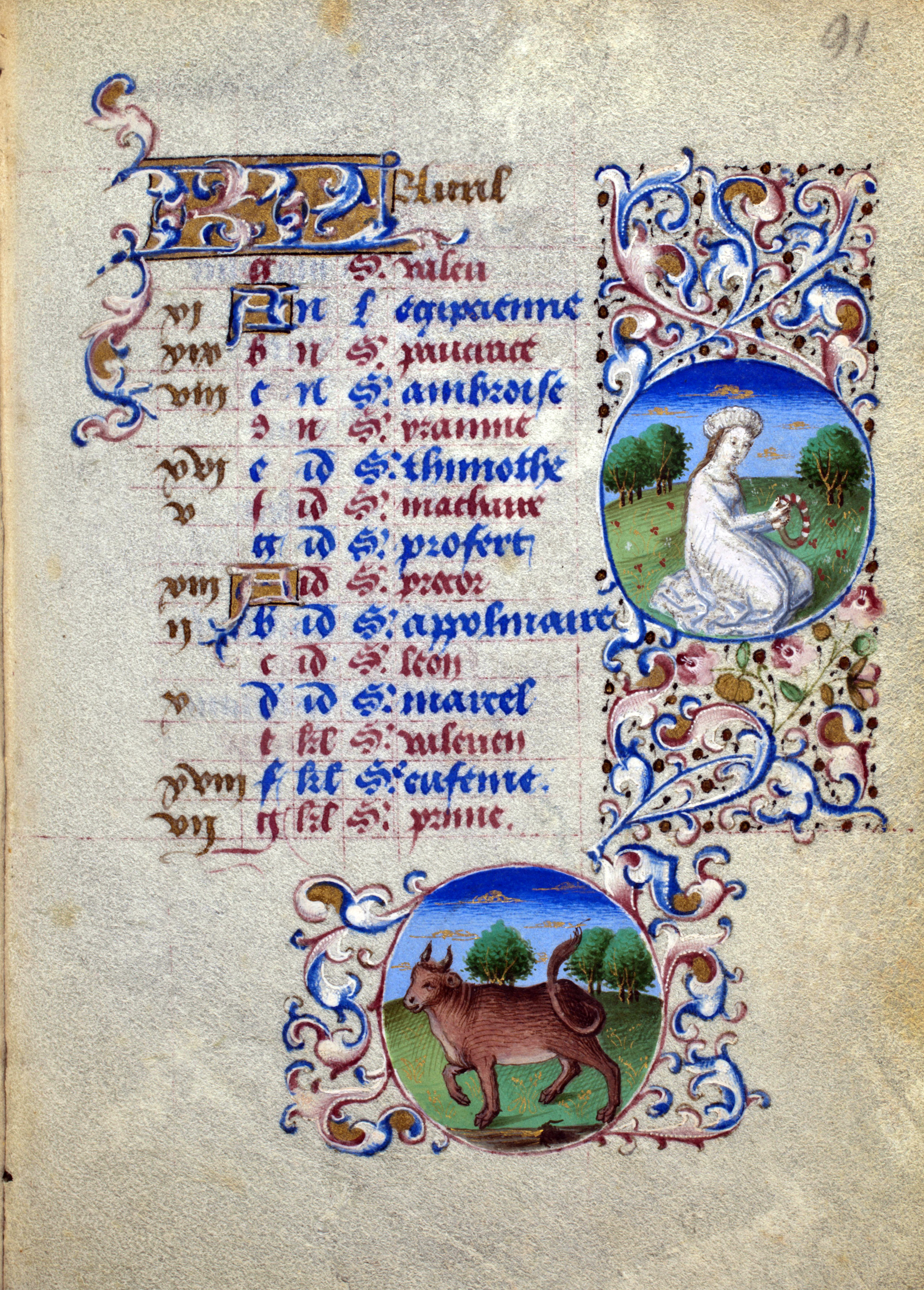
Calendario Abril - folio 091r
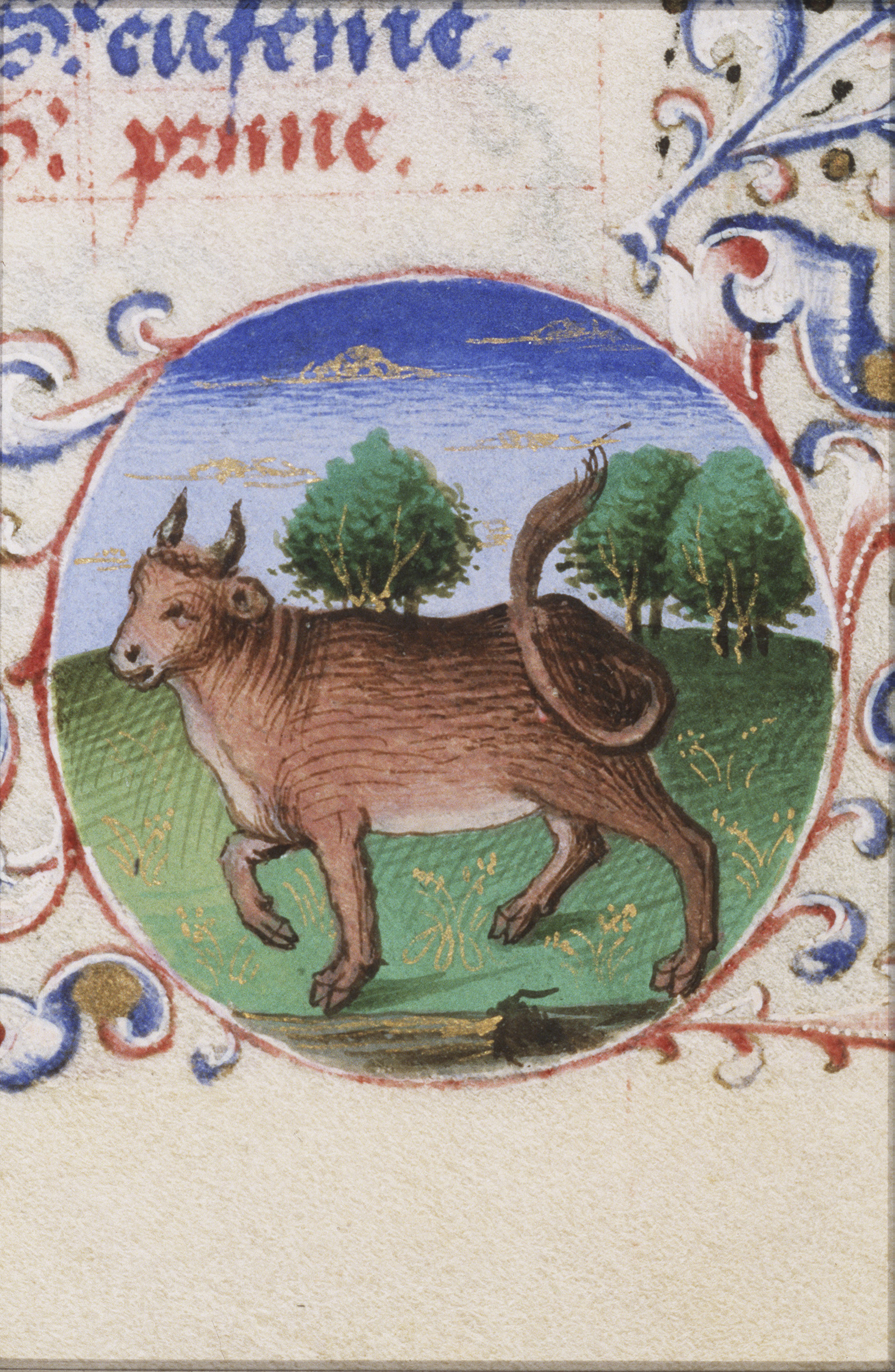
Abril - Tauro

### Getty Ms 7

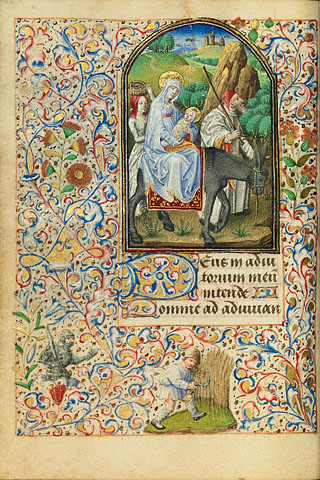
La Fuite en Egypte ; Ms.7, folio 28, verso
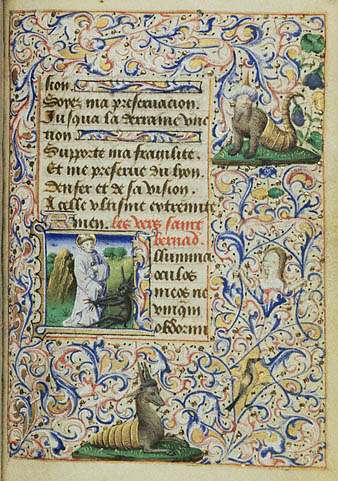
San Bernardo avec le démon enchaîné ; Ms.7, folio 72
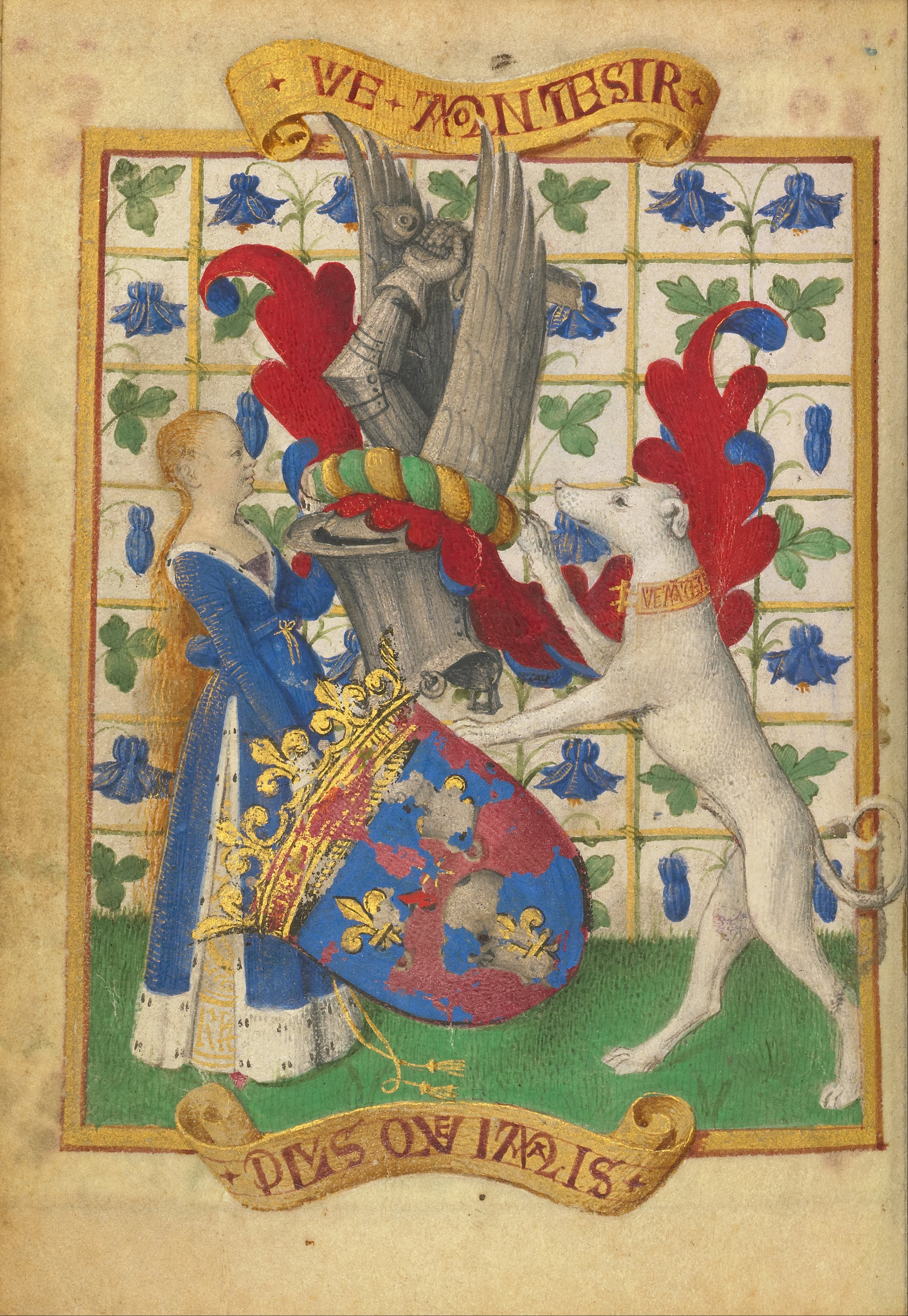
Jean Fouquet, Escudo de armas en manos de una mujer y un galgo ; Ms. 7, folio 2V